# Le Thou
Le Thou är en kommun i departementet Charente-Maritime i regionen Nouvelle-Aquitaine i västra Frankrike. Kommunen ligger  i kantonen Aigrefeuille-d'Aunis som ligger i arrondissementet Rochefort. År 2022 hade Le Thou 2 085 invånare.

## Befolkningsutveckling
Antalet invånare i kommunen Le Thou
Referens:INSEE